# محمد جونجارهي
محمد بن إبراهيم جوناجارهي (المعروف أيضًا باسم محمد جوناجارهي؛ 1890-1941) كان عالمًا إسلاميًا هنديًا بريطانيًا ومحدثًا ومؤلفًا ومترجمًا، شارك في تأسيس مؤتمر أهل الحديث لعموم الهند، وشغل منصب رئيس مؤتمر أهل الحديث لعموم الهند. مؤتمر أهل الحديث في الهند. قام بترجمة كتاب ابن القيم "إعلام الموقعين عن رب العالمين" وتفسير ابن كثير للقرآن إلى اللغة الأردية.

## السيرة الذاتية
ولد محمد جوناجارهي عام 1890 في ولاية جوناغاد لإبراهيم وينتمي إلى مجموعة ميمون العرقية. ومن ثم عُرف بمحمد بن إبراهيم جونغارهي. أكمل تعليمه المبكر في المدينة ثم انتقل بعد ذلك إلى دلهي للتعليم العالي. في دلهي، درس في المدرسة الأمينية. وانقطع عن دراسته في الأمينية وتوجه إلى مدرسة دار الكتاب والسنة لعبد الوهاب الملتاني وتخرج منها.
جوناجارهي شارك بتأسيس مؤتمر أهل الحديث لعموم الهند وعمل رئيسًا لمؤتمر أهل الحديث لعموم الهند. توفي عام 1941 عن عمر يناهز 51 عامًا. كان معروفًا بلقب خطيب الهند. 

## الأعمال الأدبية
قام جوناجارهي بترجمة تفسير ابن كثير وكتاب ابن القيم "إعلام الموقعين عن رب العالمين" إلى اللغة الأردية. ومن أعماله الأخرى: 
- سيف المحمدي
- شمسي محمدي
- تفسير أحسان البيان، ترجمة القرآن الكريم بتفسير الحافظ صلاح الدين يوسف.

## الإشارات
1. ↑  Iraqi 2007، صفحة 67.
2. ↑  Junagarhi 2006، صفحة 10.
3. ↑  Khan, Mofakhkhar Hussain (2001). The Holy Qur'ãn in South Asia: A Bio-bibliographic Study of Translations of the Holy Qurʼãn in 23 South Asian Languages (بالإنجليزية). Bibi Akhtar Prakãs̆ani. p. 520. Archived from the original on 2024-01-10.
4. ↑  The Pakistan National Bibliography (بالإنجليزية). Government of Pakistan, Directorate of Archives & Libraries, National Bibliographical Unit. 1985. p. 20. Archived from the original on 2024-01-09.
5. 1 2  Mohammadi 2019، صفحة 548.
6. 1 2  Wahajuddin Hashmi (15 أبريل 2021). "مولانا محمد جوناگڑھی :بلند پایہ خطیب، مستند مفسر". Dawat News. مؤرشف من الأصل في 2021-07-13. اطلع عليه بتاريخ 2021-07-13.
7. ↑  Syed، Jawad (2016). Faith-based violence and Deobandi militancy in Pakistan. Edwina Pio, Tahir Kamran, Abbas Zaidi (ط. 1). لندن: Palgrave Macmillan. ص. 323. ISBN:978-1-349-94966-3. OCLC:962831215. مؤرشف من الأصل في 2023-07-18.
8. ↑  Junagarhi 2006، صفحة 14.
9. ↑  "Books by Muhammad Junagarhi". وورلد كات. مؤرشف من الأصل في 2022-10-31. اطلع عليه بتاريخ 2021-07-13.